# 江巴孜乡
江巴孜乡，是中华人民共和国新疆维吾尔自治区喀什地区伽师县下辖的一个乡镇级行政单位。

## 行政区划
江巴孜乡下辖以下地区：
阿克江巴孜村、阿克吐尔村、色日克托克拉克村、玉吉米力克村、萨热依塔木村、科克库木村、开普台尔巴村、艾格铁热克村、恰喀村、开旦木加依村、依排克其村、克孜勒吉依木村、英兰干村、其维克村、琼布鲁胡其村、墩恰喀尔村、阿亚克吐格曼贝西村、尤库日吐格曼贝西村、拍西塔克村、尤库日尕勒村、开其克江巴孜村、吐万尕勒村、克其克布鲁古其村、琼江巴孜村、喀热喀什村、尤库日仓村、阿亚克仓村和林场。